# Roccafluvione
Roccafluvione är en ort och kommun i provinsen Ascoli Piceno i regionen Marche i Italien. Kommunen hade 1 967 invånare (2018).